# Энкаустика
Энка́устика (от др.-греч. ἐγκαυστική — [искусство] выжигания) — техника живописи, в которой связующим веществом красок является воск. Живопись выполняется красками в расплавленном виде (отсюда и название). Разновидностью энкаустики является восковая темпера, отличающаяся яркостью и сочностью красок. В этой технике написаны многие раннехристианские иконы.

## История
Техника энкаустики возникла в Древней Греции, её с успехом использовали мастера древних Помпей. Одним из первых технику античной энкаустики исследовал в конце XVIII века Иоганн Фридрих Раффенштайн.  
В 1936 году художник В. В. Хвостенко продолжил опыты и создал способ горячей полированной энкаустики, более стойкой для росписи внутренних помещений на твёрдых материалах.
Энкаустические краски состоят из воска, смолы, красящего пигмента и небольшого количества масла. Они могут быть от очень мягких до твёрдых, что зависит от количества смолы и пигмента, которые добавляются в воск. Для внутренних помещений нужна одна рецептура красок, а для наружных росписей другая. Энкаустические краски надо иметь всех оттенков, как в пастели, так как восковая краска быстро остывает и следует быстро и точно класть нужный мазок. Энкаустическими красками можно писать на твёрдом материале — мраморе, шифере, кирпиче, цементе, а также на досках и полете. Техника работы восковыми красками может быть горячей и холодной. Художник работает не только кистью, но и электрическим паяльником и стальными пластинками типа лезвий.

### Елеодорский воск
Елеодорский воск (пуни́йский воск, карфаге́нский воск) — краска на основе воска. Упоминается в «Естественной истории» Плиния Старшего.
Техника предполагает растапливание заранее приготовленных кусков воска, смешанных с краской, на огне, на металлической палитре. И накладывание их не только кистью, но и разогретой металлической палочкой.

## Примеры
Наиболее известные образцы энкаустики — «фаюмские портреты» (по названию оазиса Фаюм в Египте, где были впервые найдены и описаны): посмертные живописные изображения усопших, отличавшиеся объёмной светотеневой моделировкой форм, особым живоподобием и яркостью образов. Эллинистическая техника энкаустики была использована в ранней иконописи, уступив позднее место темпере. Самым ярким иконографическим примером техники энкаустики считается образ Христа Пантократора (VI век), находящийся в Синайском монастыре.
- Портрет молодого египтянина, вторая половина I-го века н.э., Художественный музей Уолтерса
- Христос Пантократор из Синайского монастыря
- Мученик и мученица (VI—VII века)
- Св. Сергий и Вакх (VI—VII века)
- Апостол Пётр (н. VI века)